# Mount Hall, Västantarktis
Mount Hall är ett berg i Antarktis. Det ligger i Västantarktis. Nya Zeeland gör anspråk på området. Toppen på Mount Hall är 2 423 meter över havet.
Terrängen runt Mount Hall är bergig åt sydost, men åt nordväst är den kuperad. Trakten är obefolkad. Det finns inga samhällen i närheten. 